# معركة بيسان
معركة بيسان معركة حدثت أثناء فتوحات بلاد الشام في عهد الخلفاء الراشدين، بين المسلمين والروم، وانتصر فيها المسلمون انتصارا ساحقاً، إذ أبيد جيش الروم بأكمله رغم قلة عدد المسلمين.

## المفاوضات قبل بيسان
بعد تجمع القوات الرومية في بعلبك (20ألف مقاتل)، قرروا التوجه لحرب المسلمين في دمشق، ولكنهم تراجعوا بعد هزيمة الروم في (مرج الصفر)، خشية الهزيمة.
وفي نفس الوقت في شمال فلسطين كان شرحبيل بن حسنة، يقوم بإغارات على أهل المناطق المجاورة، يستثيرهم للإسلام أو دفع الجزية، وذكر المؤرخون أنه (أقام القيامة) في هذه الأرض (فلسطين والأردن)، وأغار على كثير من المناطق، حتى تضايق الناس من هذا الأمر، وبدأوا يتجمعون في منطقة غرب نهر الأردن قرب بصرى تسمى (بيسـان)، تجمع فيها نحو 20 ألف جندي من الروم، ولم تكن بيسان من المناطق الحصينة، ولكنهم تجمعوا عندها، وكان جيش «شرحبيل» ألفين وخمسمائة مجاهد، فوصلت هذه الأخبار إلى (أبي عبيدة بن الجراح)، وهو مع جيشه في دمشق، فاستشار خالد بن الوليد في الأمر، وسمع رأيه أولا احتراما له، فأشار عليه خالد بأن يرسل إلى «شرحبيل» مددًا يساعده على مواجهة جيش الروم - لأن جيش الروم في «بيسان» ليس مستعدًا للحرب - على أن يراقب المسلمون جيش «بعلبك»، فإذا ثبت هناك توجهت قوة إسلامية إليه، وإن تحرك تجاه دمشق تحرك إليه الجيش الإسلامي قبل أن يصل إلى دمشق، حتى لا تجتمع القوة الرومية الموجودة في «بعلبك» مع القوة الرومية الموجودة داخل أسوار «دمشق»، ووافق (أبو عبيدة بن الجراح) على اقتراح خالد، وأرسل مددًا لشرحبيل بن حسنة، على رأسه (عمرو بن العاص)، الذي توجه ومعه ألفان وثمانمائة مجاهدٍ، فأصبح جيش المسلمين في «فلسطين» نحو خمسة آلاف وثلاثمائة مجاهد، وكان على إمرتهم (عمرو بن العاص). من جهة أخرى علم المسلمون بتراجع حامية (بعلبك) عن حربهم، فقرروا أن يتوجهوا إليهم في (بعلبك)، وقال أبو عبيدة لخالد: والله ما لهذا الجيش إلا أنا أو أنت أو يزيد، فيقول خالد: لا. بل أنا أسير إليهم، (فهو يرى في نفسه القدرة على قيادة هذا الجيش، كما أنه توَّاقٌ إلى الجهاد في سبيل الله دائمًا، ويريد أن يتجه إلى القتال) فانطلق بجيش قوامه 5 آلاف جندي كلهم من الفرسان، وبقي في حصار دمشق مع أبي عبيدة نحو 21 ألف وسبعمائة مجاهد، وخرج (أبو عبيدة) يودع جيش خالد ويوصيه، ويقول له: إن احتجت للمدد فابعث لي، وأبعث لك بالمدد، وإن احتجت لي أنا، آتِك فورًا. فيشد خالد على يد أبي عبيدة، وينطلق إلى بعلبك.

## بدء المفاوضات
فكر المسلمون في الإغارة على هذه المناطق، حتى يأتوا بالمدد والتموين للجيش الإسلامي، ويقطعوا في الوقت ذاته وصول الإمدادات والتموين عن الجيش الرومي ! ويستحثونه للبدء في المواجهة، وفعلاً وسع المسلمون دائرة الإغارة حتى إنهم وصلوا إلى شمال نهر (جالوت) وشمال الجيش الرومي، واستطاعوا أن يقطعوا الإمدادات القادمة من الشمال، وعند ذلك فكر الروم في مواجهة المسلمين... واحتالوا على المسلمين في البداية بمحاولة هزيمتهم نفسيًا، فقاموا بإرسال رسالة شديدة اللهجة، اعتقدوا أنها قد توهن في قلب المسلمين، فأرسلوا لأبي عبيدة يقولون: (اخرج أنت ومن معك من أصحابك، وأهل دينك من بلادنا، فلستم لها بأهل، وارجعوا إلى بلادكم بلاد البؤس، والشقاء، وإلا أتيناكم بما لا قبل لكم به، ثم لا ننصرف عنكم وفيكم عين تطرف)..
فأرسل إليهم أبو عبيدة قائلاً: (أما قولكم:«اخرجوا من بلادنا فلستم لها بأهل» فَلَعَمْرِي ما كنا لنخرج منها، وقد أذلكم الله فيها بنا (يذكرهم بهزائمهم المتتالية) وأورثناها، ونزعها من أيديكم، وصيَّرها لنا، وإنما البلاد بلاد الله، والعباد عباد الله، والله مالك الملك، يؤتي الملك من يشاء، ويعز من يشاء، ويذل من يشاء. أما قولكم في بلادنا إنها «بلاد البؤس والشقاء»! فصدقتم، وما نجهل ما قلتم، إنها لكذلك، وإنا لنحمد الله، فقد أبدلنا خيرًا منها، بلاد العيش الرفيع، والأنهار الجارية، والثمار الكثيرة (إشارة إلى الشام أرض الروم، وهو بذلك يسخر منهم ويستفزهم أكثر)، فلا تحسبونا تاركيها، ولا منصرفين عنها حتى نفنيكم، ونخرجكم عنها، فأقيموا؛ فوالله لا نجشمكم: إن أنتم لم تأتونا إلا أن نأتيكم، وإن أنتم أقمتم لنا فلا نبرح حتى نبيد خضراءكم، ونستأصل شأفتكم إن شاء لله) وهكذا يرد عليهم ردًّا مليئًا بالقوة والعزة، وبمجرد وصول هذه الرسالة إلى الروم أصيبوا هم بالهزيمة النفسية، وهزهم الخطاب هزًا شديدًا، لدرجة أنهم أرسلوا له رسالة أخرى، يقولون له فيها: (ألا ترسل لنا رسولا من عندك نتفاهم معه؟..) فيرسل لهم أبو عبيدة معاذ بن جبل، الذي يتجه إلى المعسكر الرومي ليحدثهم فيم يريدون.

## عودة إلى أرض الشام
مفاوضات معاذ بن جبل: وبهذا الفهم ينطلق معاذ بن جبل، وهو يعرف ما الحدود التي يستطيع أن يتفاوض فيها، والأمور التي لا يمكن أن يقبل التفاوض فيها، يدخل (معاذ بن جبل) على فرسه، ويصل إلى المعسكرالرومي، ويجد الروم يجلسون على وسائد من الحرير، ونمارق مبسوطة، والكثير من الرفاهية حتى في أرض المعركة !!، ويجلس أمراء جيشهم، وحولهم الخدم، ويقف هو بفرسه، وثيابه البسيطة، فينزل من على فرسه، وينظر إليهم، ويأتيه أحد الروم ويقول له: أعطني دابتك أمسكها لك، وادنُ أنت فاجلس مع هؤلاء الملوك، فإنه ليس كل أحد يقدر على ذلك. ولكن معاذًا يصر على أن يمسك دابته، ويقف على أول البسط، ويقول لهم (من خلال مترجم): إن نبينا أمرنا ألا نقوم لأحدٍ من خلق الله (يخبرهم أنه لا يقف تعظيمًا لهم)، ولا يكون قيامنا إلا لله، في الصلاة والعبادة، والرغبة إليه، فليس قيامي هذا لك إعظامًا، ولكني قمت هنا، إعظامًا للمشي على هذه البسط، والجلوس على هذه النمارق، التي استأثرتم بها على ضعفائكم، وإنما هي من زينة الدنيا وغرورها، وقد زَهَّد الله في الدنيا، وذمها، ونهى عن البغي والسَّرَف فيها، فأنا جالسٌ هاهنا على الأرض، وكلموني بحاجتكم من هاهنا. (هذا الأمر به معنى إسلامي واضح، وهو أن المسلمين يكرهون هذه الرفاهية كراهية شديدة، وقد كان من الممكن ل معاذ أن يتنازل، ويتحمل، ويجلس معهم، ولكن في هذا الأمر ذكاء، وبعد سياسي من معاذ ، بالإضافة إلى ورعه وتقواه، فبجلوسه في الخارج بهذا الوضع الغريب، سينقل الناس ذلك إلى من لم يشهدوه، وهو يريد أن يعلم الناس جميعًا أنه جلس على الأرض، ويتساءلون لم جلس كذلك؟ فيكون الرد ما قاله معاذ ، وهو (أنكم استأثرتم بهذه الأشياء على ضعفائكم) مما يحدث بلبلة في صفوف الجيش الرومي، ويشعرهم بالفارق الشاسع بين الجند وقادتهم، مما يؤدي إلى تصدع الصف، وأن الأمة الإسلامية التي تحاربهم ليس لديهم هذه التفرقة).
فنظر بعضهم إلى بعض متعجبين، فيقولوا له: هل أنت أفضل أصحابك ؟؟ (ذلك أن الزهد عندهم مَقْرون بالأنبياء، وانتهى منذ عهد المسيح عيسى بن مريم وحوارييه، أما هم فقد نسوا كل هذا !!، فيتعجبون من اقتراب صفاته من صفات الأنبياء) فيقول لهم: عند الله، معاذَ الله أن أقول ذلك، وليتني لا أكون شرَّهم ! (على الرغم من علو مكانته بين المسلمين، وأنه كان ـ كما قال عنه رسول الله ـ أعلم الأمة بالحلال والحرام، وإمام العلماء، إلا أنه كان يرى نفسه صغيرًا، وهكذا كان شأن صحابة رسول الله دائمًا..) فأخذوا يتناقشون ساعة، فلما ملَّ من الانتظار، طلب منهم الانصراف، فأوصولوا له مجموعة من الطلبات، فقالوا له: (أخبرونا ما تطلبون، وإلى أي شيءٍ تدعون.؟، وما أدخلكم بلادنا، وتركتم أرض الحبشة، وليست منكم ببعيد، ولماذا تركتم أرض فارس، وقد هلك ملك فارس، وهلك ابنه، وإنما تملكهم اليوم النساء؟!!(في ذلك الوقت ملك الفرس بوران بنت كسرى) ونحن ملكنا حي، وجنودنا عظيمة كبيرة، وإن فتحتم من مدائننا مدينة، أو من قرانا قرية، أو من حصوننا حصنًا، أو هزمتم لنا عسكرًا، أظننتم أنكم قد ظفرتم علينا، وأنكم قد قطعتم حربنا عنكم ؟؟، أو فرغتم مما وراءنا منا، ونحن عدد نجوم السماء، وعدد حصى الأرض، وأخبرونا لم تستحلون قتالنا، وأنتم تؤمنون بنبينا، وكتابنا ؟ !!

## ردُّ مُعاذ على الروم
فأخذ معاذ الورقة، فبدأ بأن يقول للترجمان: (بعض ما جاء فيه عن فتوح الشام للأزدي)، افهم عني أن أول ما أنا ذاكر حمد الله الذي لا إله إلا هو، والصلاة على محمد نبيه ، وأن أول ما أدعوكم إليه أن تؤمنوا بالله وحده وبمحمد ، وأن تصلوا صلاتنا، وتستقبلوا قبلتنا، وأن تستنوا بسنة نبينا ، (وهذا يشمل كل أمور الإسلام، ثم يضيف في اختياردقيق جدًا) وتكسروا الصليب، وتجتنبوا شرب الخمر، وأكل لحم الخنزير (فلماذا اختص هذه الأمورالثلاثة، على الرغم من أنهم كانوا يفعلون الكثير من المحرمات غيرها، مثل استعباد الناس، والقتل، واستحلال الزنا، ذلك أنه ـ والله أعلم ـ اختار هذه الأمورالثلاثة لأمرين مهمين:
الأول: أنهم كانوا يستحلون هذه الأمور، أما بقية الأمور فكانوا يُعاقِبون عليها، ولا يجدونها من المكارم، وإن كانوا يفعلونها !!
الثاني: لشيوع ذلك الأمر لدى الروم من كبارهم حتى أسافلهم وعبيدهم !!)
ثم أنتم منا ونحن منكم، وأنتم إخواننا في ديننا، لكم ما لنا وعليكم ما علينا، وإن أبيتم فأدُّوا الجزية إلينا في كل عام وأنتم صاغرون، ونكفُّ عنكم (هكذا يتحدث بكل عزة، ويطلب منهم الجزية، ويقول إنه سيدافع عنهم، هؤلاء العرب، سيدافعون عن الروم !! أقوى قوة في العالم) وإن أنتم أبيتم هاتين الخصلتين فليس شيء مما خلق الله عز وجل نحن قابلوه منكم، فابرزوا إلينا حتى يحكم الله بيننا وهو خير الحاكمين، فهذا ما نأمركم به وندعوكم إليه. وأما قولكم: «ما أدخلكم أرضنا، وتركتم أرض الحبشة ؟، وليسوا منكم ببعيد» فذلك أنكم أقرب إلينا، وإننا سنأتيهم بعدكم، وإنما يقول ربنا في كتابه العزيز: (يا أَيُّهَا الَّذِينَ آمَنُواْ قَاتِلُواْ الَّذِينَ يَلُونَكُم مِّنَ الْكُفَّارِ وَلْيَجِدُواْ فِيكُمْ غِلْظَةً وَاعْلَمُواْ أَنَّ اللّهَ مَعَ الْمُتَّقِينَ [التوبة: 123]، فكنتم أقرب إلينا منهم فبدأنا بكم، وأما أهل فارس فقد أتاهم طائفة منا، وهم يقاتلونهم، ونرجو أن يظفروا عليهم، وأن يفتح الله على يديهم وينصرهم (والروم يعلمون انتصارات المسلمين في فارس، لكنهم يريدون لو انشغل المسلمون بفارس فقط !) وأما قولكم:«إن ملكنا حي، وإن جنودنا عظيمة، وإنا عدد نجوم السماء، وحصى الأرض» وتُيَئِّسوننا من الظهور عليكم، فإن الأمر في ذلك ليس إليكم، وإنما الأمور كلها إلى الله، وكل شيء في قبضته، فإذا أراد شيئا قال له:(كن) فيكون، وإن يكن ملككم (هرقل)، فإن ملكنا (الله).. (وهذه مصدر عزة المسلم دائمًا، أيًا كان الزعيم، أو العظيم الذي أمامه) وأميرنا رجل منا، إن عمل فينا بكتاب ديننا، وبسنة نبينا ، أقررناه علينا، وإن عمل بغير ذلك عزلناه، وإن هو سرق قطعنا يده، وإن هو زنا جلدناه (وهي أمور يذكرها معاذ بذكاء، حتى يقارنوا بينهم، وبين ما يحدث عندهم مع ملوكهم !!) وإن شتم رجلا منا، شتمه كما شتمه، وإن جرحه أقاده من نفسه، ولا يحتجب منا، ولا يتكبر علينا، ولا يستأثر علينا في فيئنا، وهو كرجل منا.
(وما كذب معاذ ، فقد كان أمراء المسلمين في هذه العصور المجيدة كذلك، لا فرق بين أميرهم وصغيرهم، قائدهم وجنودهم، ولكنَّ ذِكْرَ هذه الكلمات في هذا الموقف فيه إذلال شديد للروم..)
وأما قولكم:«جنودنا كثيرة» فإنا لا نثق بها، ولا نتكل عليها، ولا نرجو النصر على عدونا بها، ولكن نتبرأ من الحول والقوة، ونتوكل على الله عز وجل، ونثق بربنا، فكم من فئة قليلة قد أعزها الله ونصرها، وكم من فئة كثيرة مثلكم قد أذلها الله وأهانها، وقال تبارك وتعالى: (كم من فئة قليلة، غلبت فئة كثيرة بإذن الله والله مع الصابرين)، وأما قولكم: «كيف تستحلون قتالنا، وأنتم تؤمنون بكتابنا ونبينا ؟!»، فأنا أخبركم عن ذلك: نحن نؤمن بنبيكم ونشهد أنه عبدٌ من عبيد الله، وأنه رسولٌ من رسل الله، وأن مثله عند الله كمثل آدم، خلقه من ترابٍ ثم قال له: كن فيكون، ولا نقول: إنه الله، ولا نقول: إنه ثاني اثنين، ولا ثالث ثلاثة، ولا أن لله ولدًا، ولا أن لله صاحبة، ولا نرى معه آلهة أخرى.. تعالى الله عما يقولون علوًا كبيرًا، وأنتم تقولون في عيسى قولاً عظيمًا، لو أنكم قلتم في عيسى ما نقول، وآمنتم بنبوة نبينا ، كما تجدونه في كتابكم، وكما نؤمن نحن بنبيكم، وأقررتم بما جاء به من عند الله، ووحدتم الله، ما قاتلناكم، بل كنا نسالمكم، ونواليكم، ونقاتل معكم عدوكم..

## عرض رومي رائع
فلما فرغ معاذ من خطابه قالوا: ما نرى بيننا وبينك إلا متباعداً (شعروا أن هناك هوة بعيدة في المفاوضات، وأن كلامه لا يمكنهم القبول به ! ومع ذلك ألقى الله في قلوبهم الرعب الشديد، وهزتهم هذه الكلمات)، وهذه خصلة نحن نعرضها عليكم، فإن قبلتموها منا فهو خير لكم، وإن أبيتم فهو شر لكم (هاهم يقدمون تنازلاً جديدًا) نعطيكم البلقاء وما إلى أرضكم من سواد الأرض،(وهو عرض غريب جدًا، إذ به يتنازلون عن الجزء الجنوبي من الشام، ويطلبون أن يُبقي المسلمون الجزء الشمالي للروم !!) (ونكون معكم على حرب فارس) (وهو عرض سياسي مغرٍ جدًا، يتشابه مع العرض الذي كان مقدمًا للرسول من بني شيبان) وتنحُّوا عن بقية أرضنا وعن مدائننا، ونكتب لكم كتاباً نسمي فيه خياركم وصلحاءكم.
أما معاذ بن جبل فهو تلميذ رسول الله ، وأعلم أمته بالحلال والحرام، لم يكن همه الأرض وأشجار الزيتون، وإنما همه إبلاغ رسالة الإسلام للأرض قاطبة، فهو يعلم أن ما وراء البلقاء شعوب تُقْهَر على عبادة غير الله، ويجب عليه أن يصل برسالة الإسلام إليهم.
قال معاذ: هذا الذي عرضتم علينا وتعطونه كله في أيدينا، ولو أعطيتمونا جميع ما في أيديكم مما لم نظهر عليه ومنعتمونا خصلة من الخصال الثلاث التي عرضتها عليكم (الإسلام أو الجزية أو القتال) ما فعلنا.
فغضبوا عند ذلك غضبًا شديدًا، وقالوا: نتقرب إليك وتتباعد عنا؟ اذهب إلى أصحابك، إنا لنرجو أن نُفِرَّكم غدا إلى الجبال.
فقال معاذ: أما الجبال فلا، ولكن واللهِ لتَقْتُلُنَّنا عن آخرنا، أو لنخرجَنَّكم من أرضكم أذلةً وأنتم صاغرون. فانصرف معاذ إلى أبي عبيدة فأخبره بما قالوا، وبما رد عليهم.
...

## عبرة من مفاوضاتالرسولﷺ
ومن المفيد أن نتذكر ما كان قبل ستة عشر عامًا، حيث كان رسول الله يفاوض الوفود القادمة لمكة للحج، يفاوضها على حماية المسلمين، أو الدخول في الإسلام، ونجد من الصحابة تطبيقًا عمليًا واضحًا لهذه المفاوضات بعد ذلك، كما فعل من فاوضوا رستم قائد الفرس، ومن خلال ما فعل (معاذ بن جبل) مع الروم في هذه المفاوضات.

### مفاوضاته معبني شيبان
جاء في هذه المفاوضات مفاوضات الرسول مع وفد بني شيبان (مفروق، وهانيء بن قبيصة، وكان فيه «المثنى بن حارثة» قبل إسلامه) وهم يعيشون في شمال الجزيرة العربية، حيث ذهب الرسول ومعه أبو بكرالصديق، فسألهم: كيف العدد فيكم ؟ فقال مفروق (أحد عظمائهم): إنا لنزيد عن الألف.. ولن تغلب الألف من قلة، فسأله أبو بكر: وكيف المنعة فيكم ؟؟، قال مفروق: علينا الجد والجهد، ولكل قومٍ حد، قال أبو بكر: وكيف الحرب بينكم وبين عدوكم ؟؟ فقال مفروق: إنا لأشد ما نكون غضبًا حين نلقى، وإنا لأشد ما نكون لقاءً حين نغضب، وإنا لنؤثرالجياد على الأولاد، وإنا لَنُؤْثِرُ السلاح على اللقاح، والنصر من عند الله يدلينا مرة، ويديل علينا أخرى، لعلك أخو قريش ؟؟ (خُيَّل إليه أن أبا بكر هو رسول الله، وكانت قد وصلتهم أنباء عنه) فقال أبو بكر: أوبلغكم أنه رسول الله، فها هو ذا، وعرفهم برسول الله ، فقال مفروق: قد بلغنا أنه يذكر ذلك، فإلام تدعو يا أخا قريش ؟؟، قال رسول الله: أدعو إلى شهادة ألا إله إلا الله، وحده لا شريك له، وأني رسول الله ((فهذه هي القاعدة الأولى، التي يجب أن يتفق عليها معهم))، وإلى أن تؤوني وتنصروني، فإن قريشًا قد تظاهرت على أمرالله، وكذبت رسوله، واستغنت بالباطل عن الحق !، والله هو الغني الحميد، فقال مفروق: وإلام تدعو أيضًا، يا أخا قريش ؟، فتلا عليه رسول الله قوله تعالى:«قُلْ تَعَالَوْاْ أَتْلُ مَا حَرَّمَ رَبُّكُمْ عَلَيْكُمْ أَلاَّ تُشْرِكُواْ بِهِ شَيْئاً وَبِالْوَالِدَيْنِ إِحْسَاناً وَلاَ تَقْتُلُواْ أَوْلاَدَكُم مِّنْ إمْلاَقٍ نَّحْنُ نَرْزُقُكُمْ وَإِيَّاهُمْ وَلاَ تَقْرَبُواْ الْفَوَاحِشَ مَا ظَهَرَ مِنْهَا وَمَا بَطَنَ وَلاَ تَقْتُلُواْ النَّفْسَ الَّتِي حَرَّمَ اللّهُ إِلاَّ بِالْحَقِّ ذَلِكُمْ وَصَّاكُمْ بِهِ لَعَلَّكُمْ تَعْقِلُونَ»[الأنعام: 151]، ثم قال له مفروق: وإلام تدعو أيضًا يا أخا قريش ؟، فتلا عليه رسول الله قوله تعالى: َ«إِنَّ اللّهَ يَأْمُرُ بِالْعَدْلِ وَالإِحْسَانِ وَإِيتَاء ذِي الْقُرْبَى وَيَنْهَى عَنِ الْفَحْشَاء وَالْمُنكَرِ وَالْبَغْيِ يَعِظُكُمْ لَعَلَّكُمْ تَذَكَّرُونَ» [النحل: 90] فلما سمع مفروق ذلك كله، قال: دعوت يا أخا قريش والله إلى مكارم الأخلاق، ومحاسن الأعمال، ولقد أَفِكَ (أي: خسر) قومٌ كذبوك وظاهروا عليك. وبذلك أبدى مفروق تعاطفًا مع رسول الله ، وهي نقطة مهمة في الدعوة، ومكسب للرسول، لأنه حتى هذه اللحظة، لم يكن أحدٌ من الوفود حول مكة قد دخل في الإسلام بعدُ.. ولم يكن الرسول قد أرسل لأهل المدينة بعد، وكأن «مفروق» قد أحب أن يشرك أحد أفراد قبيلته في الأمر، وهو «هانيء بن قبيصة»، فقال: وهذا (هانيء بن قبيصة) شيخنا وصاحب ديننا، فقال هانيء: لقد سمعت مقالتك يا أخا قريش، وإني أرى أن تركنا ديننا، واتباعنا إياك على دينك لمجلسٍ جلسته إلينا، ليس له أول ولا آخر، لوهن في الرأي، وقلة نظر في العاقبة، (أي أنه يريد أن يفكر في الأمر، ويتريث) وإنما تكون الزلة في العجلة، ومن وراءنا قومٌ نكره أن نعقد عليهم عقدًا، ولكن ترجع ونرجع، وتنظر وننظر ! (وكأنه أحب أن يشرك «المثنى بن حارثة في الأمر) فقال له: وهذا» المثنى بن حارثة«شيخنا وصاحب حربنا (وكان معروفًا بأنه أشد فرسان بني شيبان)، فقال المثنى: قد سمعت مقالتك يا أخا قريش، والجواب ما قال ابن قبيصة، في تركنا ديننا واتباعك في مجلس جلسناه إليك ليس له أول ولا آخر، ولكن إنما نزلنا بين صريين: بين اليمامة والسماوة»، فقال رسول الله: ما هذان الصريان ؟؟؟، فقال: أنهار كسرى، ومياه العرب، فأما أنهار كسرى (أي كل ضرر يأتيك من كسرى) فذنب صاحبه غير مغفور، وعذره غير مقبول، وأما ما كان من مياه العرب (أي مشكلات ضدالعرب) فعذره مقبول، وذنبه مغفور، وإنما نزلنا على عهدٍ أخذه علينا «كسرى»، لانحدث حدثًا، ولا نُؤْوِي محدثًا (ورسول الله عندهم محدث، لأنه أتى بشيء جديد) وإني لأرى أن هذا الأمر مما تكرهه الملوك (ويقصد بذلك كسرى)، فإن أحببت أن نؤويك وننصرك مما يلي مياه العرب فعلنا. (وكان هذا العرض ثمينًا، في وقتٍ أشد ما يكون على المسلمين، حيث كان رسول الله خارجًا لِتَوِّه من حصار شعب أبي طالب، وكانت ذلك في عام الحزن،

## مراوغات وتحركات إلى بيسان
يتجه (خالد بن الوليد) من شمال دمشق إلى بعلبك، وهي في سهل البقاع الموجود بين سلسلتين من الجبال الشرقية، والغربية، وجيش المسلمين يتوجه صَوْبَ (بعلبك) شرق سلسلة الجبال الشرقية، في حين كان جيش الروم بعد أن علم بتوجه الجيش الإسلامي له يفر من ملاقاة الجيش الإسلامي، (على الرغم من كثرة عدده 20 ألفا) ويتجه إلى منطقة بيسان، بعد أن أمرهم (هرقل) بذلك، وكان هذا قرارًا (عسكريًا) حكيمًا، لأن في (بيسان) 20 ألفا من الجنود، وبانضمام هؤلاء إليهم، يصبحون 40 ألفًا، بإمكانهم أن يقاوموا جيش المسلمين الـ (5 آلاف مقاتل فقط)..
فتوجهت الجيوش الرومية من بعلبك - عبر الطرق الداخلية، بين سلسلتي الجبال العاليتين - إلى (بيسان)، وعلى الرغم من قوة (مخابرات) خالد بن الوليد ، إلا إنه لم يعلم بأمر توجه هذه القوات إلى الجنوب ! وتوجه إلى (بعلبك)، كل ذلك بسبب تلك الجبال الوعرة.. ووصل خالد إلى بعلبك، ولم يجد فيها جيشًا !!

## خالد ينطلق إلى بيسان
وعلى الفور يعود (خالد) إلى دمشق، ليستطلع رأي أبي عبيدة، فيأمره أبو عبيدة بالتوجه إلى الروم المجتمعين في بيسان.. لمؤازرة جيش عمرو بن العاص هناك، ويبدو أن الروم قد ركزوا تجمعهم على هذه المنطقة.. وتُعَدُّ الجيوش الإسلامية على وجه السرعة، مع استبقاء جيش من المسلمين (نحو 7 آلاف) بقيادة (يزيد بن أبي سفيان) في حصار دمشق، حتى لا تخرج حامية دمشق في ظهر المسلمين.. ويجعل أبو عبيدة خالد بن الوليد في مقدمة جيشه، ويأمره بأن يسبق المسلمين بألف وخمسمائة فارس، لنجدة الجيش الإسلامي في بيسان..
ينطلق خالد بفرسانه شرق نهر الليطاني، وبحيرة طبرية، حتى أنه من شدة سرعته، يباغت مؤخرة الجيش الرومي القادم من بعلبك إلى بيسان، على الرغم من تحركها قبله بفترة طويلة، وكانت قد اتخذت طريقها غرب نهر الأردن، وغرب بحيرة طبرية، فوصل خالد إلى جنوب بحيرة طبرية، ويجد أن أخرى ات الجيش الرومي على الجهة الأخرى، فيعبر نهر الأدرن، ويقتتل معهم، ويهرب منهم الكثير على الرغم من كثرة عددهم (حيث كان بإمكانهم أن يستديروا لمواجهة فرسان خالد) في مواجهة فرسان خالد (20 ألف مقابل ألف وخمسمائة فارس !!) (إلا أنهم لم يكن لهم هم إلا المسارعة للوصول إلى حامية الروم في بيسان) فقتل خالد كثيرًا من أخرى ات الجيش الرومي، وعاد بعد ذلك إلى منطقة (فِحْل) التي عسكر فيها عمرو بن العاص بجيشه المكون من خمسة آلاف وثلاثمائة مجاهدٍ، فيصل إليهم ومعه بعض الغنائم من الجيش الرومي الذي حاربه، ويستبشر المسلمون بقدوم خالد بن الوليد إليهم استبشارًا عظيمًا.. ويغدو للمسلمين معسكران في هذه المنطقة: واحد بقيادة خالد، والآخر بإمرة عمرو بن العاص..
وانتظر المسلمون بقية الجيش الإسلامي القادم من دمشق، حتى وصلوا إليهم، وبدأ أبو عبيدة يعد الجيوش الإسلامية لحرب جيش الروم في (بيسان).
يقسم أبو عبيدة جيشه جاعلاً خالد بن الوليد في المقدمة مع فرسانه، ومعاذ بن جبل على الميمنة، وهاشم بن عتبة بن أبي وقاص على الميسرة، و (سعيد بن زيد) على المشاة، وكان لا ينام إلا على تعبئة (أي على هذا الترتيب)، حتى إذا باغته الجيش الرومي في أي وقت تكون جميع الجيوش مستعدة للقتال والمواجهة.
ولم تفتأ الإمدادات الرومية تتوالى على الجيش الرومي في بيسان الواقعة على البحر الأبيض المتوسط، عبر السفن حتى تزايد عدد الجيش الرومي، وأراد خالد أن يبدأ بحربهم قبل أن يأتيهم مدد أكثر، واستعمل الروم حيلة حتى يمنعوا المسلمين من التقدم إليهم، وذلك بأن فجروا السدود الموجودة بنهر جالوت (الذي يفصلهم عن المسلمين) فغُمِرَتْ تلك المنطقة الفاصلة بالمياه.. ومع ذلك تقدم المسلمين، إلا أن الأرض أصبحت موحلة (طينية)، فلم يستطع المسلمون مواصلة التقدم (وسميت تلك الأرض الردغة، أو «ذات الرداغ» من كثرة الطين والوحل فيها !)، وكانت هذه المطاولة (الإبطاء في المواجهة) من مصلحة الروم، لأن هذا الجانب الغربي لنهرالأردن (الذي مكثوا فيه) كان هو الجانب الخصب، ولم يكن الجانب الشرقي خصبًا لدرجة كافية، فكان لدى المسلمين مشكلة في التموين والغذاء !، بالإضافة إلى تزايد الإمدادات القادمة للجيش الرومي، حتى تضاعف عددهم بعد بضعة أيام إلى 80 ألفا !!!!.

## رسالة أبي عبيدة إلى عمر
استعد جيش أبي عبيدة للقتال، وبدأ في إعداد الصفوف، وأرسل إلى عمر بأن الروم رفضوا الجزية، وأنهم سيبدءون في الحرب، وسلم هذه الرسالة إلى أحد نصارى الشام وكان عدَّاءً ماهرًا، وفي نهاية ذلك اليوم خرجت بعض القوات الإسلامية من فِحْل، للتحرش ببعض القوات الرومية التي خرجت من خلف المستنقع من «بيسان» لمناوشة المسلمين (كما أخبرتهم المخابرات الإسلامية بذلك)، فما كان منها إلا أن عادت بسرعة! وكان رسول أبي عبيدة قد انتظر حتى يرى ما حدث بعد خروج الجيش الإسلامي، ولم ينطلق برسالته إلا بعد أن عاد الجيش الإسلامي فرحًا بالهزيمة النفسية التي حققها لذلك الفريق الرومي، ووصل الرسول إلى عمر، وسلمه الرسالة من أبي عبيدة، فسأله عمر: وكيف تركت المسلمين؟ فأخبره بأنه ما تركهم حتى علم أمر ذلك الفريق، وأنه تركهم على خير حال، فعاتبه عمر لأنه تأخر في إيصال الرسالة، فقال له: علمت أنك سائلي عن ذلك. فأعجب عمر بذكائه، وسأله ما دينك؟ فقال له: نصراني. فقال له عمر: ويحك! أسلم. فلم يكن من الرجل إلا أن قال: أشهد أن لا إله إلا الله، وأن محمدًا رسول الله.
ونحتاج أن نتوقف قليلاً عند هذا الموقف المهم، إذ فيه يتجلى ملمح من ملامح الخليفة الفاروق عمر ، الذي لم يضيع فرصة وجود هذا النصراني، حتى دعاه إلى الإسلام، وحتى كان سببًا في نجاته من النار! فلم يكن تعامل الخليفة معه تعاملاً عاديًّا لكونه مجرَّد رسول من قائده، ولكنه يدعوه إلى الإسلام في هذا الوقت السريع المحدود، ويسلم الرجل فعلاً، وهكذا يجب على المسلم ألا يضيع وقتًا أو فرصة للدعوة إلى الله، فسيجد المسلم -في كل وقت- مَن هو أهلٌ لأن يدعوه، ويستنقذه من النار، ويدخله -بفضل الله ورحمته- الجنة، وذلك يكون حتى بين المسلمين أنفسهم، بأمره بطاعة، أو نهيه عن فعل معصية، كما أنه لا شكَّ أن لدى هذا الرجل قابلية منذ البدء للإسلام، فعمر لم يوضح له قواعد الإسلام أو ضوابطه، ولكن هذا الرجل -لا شك- قد رأى من جنود المسلمين بأرض الشام ما أعجبه، وما وجد فيه الفرق بين الإسلام وبين النصرانية، وبين تطبيق المسلمين للإسلام، وتطبيق النصارى للنصرانية؛ فلم يتبقَّ له إلا الشيء اليسير، الذي حركه في نفسه طلب خليفة المسلمين عمر. ونستفيد من ذلك أن لكل فرد عددًا من الأفراد ينقلونه من حال الكفر إلى الإيمان، أو من المعصية إلى الطاعة، نفترض أن لكل فرد مثلاً خمسة أشخاص، يحدثونه كل واحد على حدة، وفي أماكن مختلفة، ومواقف مختلفة، ولا يسلم أو لا يتغير إلا بعد جهد هؤلاء الخمسة، الذي اخْتُزِن في ذاكرته طويلاً، ولا يسلم إلا على يد الخامس هذا، وهذا -لا شك- لا ينقص من أجر الأربعة الذين سبقوه شيءًا، فعلى المسلم أن يسعى دائمًا، وليس عليه أن ينتظر النتائج، أو أن يرى النتائج أمامه!! وفي المقابل إذا أسلم على يده أحد، أو اهتدى على يده أحد، لا يبالغ بالافتخار بذلك، ويعتقد أنه هو الوحيد صاحب الفضل في ذلك، بل إنه مجرَّد الأخير، وقد سبقه -ولا شك- الكثيرون.

## المناوشـات الأولى.. وبداية المعركـة
يخرج خالد بن الوليد بمقدمة الجيش في مناوشات أخرى مع مقدمة جيش الروم في 1500 من الفرسان، فيقسم جيشه أقسامًا ثلاثة، ويكون هو في قلبها، وعلى الميمنة (قيس بن هبيرة)، وعلى الميسرة (ميسرة بن مسروق). تقدمت إحدى القوى الرومية، فخرج إليهم (قيس بن هبيرة) في مجموعة من الخيول، وصدهم صدًّا شديدًا، على الرغم من أن قوة الروم كانت أكبر بكثير، إلا أن (قيسًا) صبر كثيرًا، ولم يُقتَل الكثير من الطرفين، فعاد قيس وفريقه، وبعد قليل خرجت مجموعة، فخرج لهم (ميسرة بن مسروق) بمجموعته، وصدهم صدًّا شديدًا، فقُتل من الروم بعضُهم، ولم يُقتل من المسلمين أحدٌ، فعاد الطرفان، ثم خرج من الروم قوة أكبر، عليها قائد مقدمة الروم، فخرج إليها (خالد بن الوليد) بنفسه، وبعض جنده، فصدها صدًّا عنيفًا، وقتل منها كثيرًا فعادت، لكنـه لم يعد، واستمر بقواته، واقتحم مقدمة جيش الروم، على غير المألوف، فهجمت الطائفتان (الميمنة والميسرة) المسلمة على بقية الجيش الرومي، وأحدثت فيهم مقتلة عظيمة، لدرجة أنهم لم يكن لهم من هَمٍّ إلا الفرار!! وتتبعهم (خالد بن الوليد) حتى دخلوا معسكرهم، فعاد خالد بن الوليد وفرسانه، فرحين بما حصدوه من نصر، وما حصلوا عليه من غنائم، وبما أحدثوا من هزة نفسية شديدة للروم.
ثم يفكر (خالد بن الوليد) في هذه الليلة مع أبي عبيدة في كيفية مواجهة هذا الجيش الرومي الهائل، ويلهمه الله عز وجل فكرةً ذكية، وهي أن جيش الروم الآن في أضعف لحظاته، وأن الهجوم عليهم يجب أن يكون في الصباح، ويوافقه أبو عبيدة على ذلك، ويبدأ أبو عبيدة في الثلث الأخير من الليل (في ذلك الوقت الشريف، حيث ينزل الله I إلى السماء الدنيا، فيعطي كل سائلٍ مسألته) يصُفُّ المسلمين، ويدعون الله عز وجل، ويجهزون صفوفهم لملاقاة عدوهم بعد صلاة الفجر.

## ساعة الصفر بعد الفجر
كان ذلك في 28 ذي القعدة عام 13هـ (الموافق 23 يناير 635م)، حيث متوسط درجة الحرارة في هذه المنطقة آنذاك 12 درجة مئوية، فجوُّ الحرب قارس البرودة عليهم، وهم لم يعتادوا على مثل تلك الأجواء، وخاصة أنهم قادمون من مناطق حارة (كالمدينة ومكة)، ومع ذلك تحملوا برودة الجو الشديدة، وأعدوا العدة والعتاد للحرب، يمرُّ أبو عبيدة على كل مجموعة، ويحمسهم للقتال في سبيل الله، قائلاً: «عباد الله، اِستوجِبُوا من الله النصر بالصبر، فإن الله مع الصابرين». وهو أمر صعب للغاية عليهم، ولكنه يقول لهم: «عباد الله، إني أبشر من قُتِل منكم بالشهادة، ومن بقي منكم بالنصر والغنيمة، ولكن وَطِّنوا أنفسكم على القتال، والطعن بالرماح، والضرب بالسيوف، والرمي بالنبال، ومعانقة الأقران، فإنه والله لا يُدْرَك ما عند الله إلا بطاعته، والصبر على ذلك في هذه المواطن المكروهة». ثم يبدأ بعد صلاة الفجر مباشرة، وقبل أن تطلع الشمس، في تحريك الجيوش الإسلامية من (فِحْل) عابرةً نهر الأردن، من الشرق إلى الغرب، من مخاضة كان ارتفاع المياه فيها نصف متر تقريبًا، ثم يُصفّ المسلمون صفوفهم في هذه الجهة، وعلى الجهة المقابلة كان الجيش الرومي بقيادة (سقلار) وهو من كبار قواد الروم، يظنُّ أن المسلمين سيكونون نائمين، ففكر أن يباغت المسلمين، وبدأت الجيوش تتحرك باتجاه الجيش المسلم، فوصل إلى جنوب المستنقعات، ففوجئ بوجود الجيوش الإسلامية مصفوفة على هيئة القتال، وكانت هذه مفاجأة قاسية لهم، ودليل على ضعف المخابرات الرومية آنذاك، إذ لم يكتشفوا تحرك المسلمين حتى ذلك الوقت!! فرأى خالد وجيشه أن الجيش الرومي عرضه كبير، لا يرى أوله من آخره، وهو جيشٌ ضخمٌ جدًّا، فأخذ خالد بن الوليد مقدمته (الألف وخمسمائة فارس)، وانطلق باتجاه الجيش الرومي، في جولة استطلاعية حتى يرى نظام الجيش الرومي وإعداده، فرأى لهم ترتيبًا عجيبًا آنذاك، وجد أن للروم قلبًا وميمنة وميسرة، ولكن في القلب خليطًا من الجنود الفرسان والمشاة (على غير المعتاد، وقد كان المعتاد أن يكون الفرسان بمفردهم، والمشاة بمفردهم)، كما جعلوا كلَّ الخيل من جهة الميمنة راميًا ورامحًا، وذلك لحماية الجيش الرومي من الخيول الإسلامية، فرأى خالد أن هذا القلب بذلك في منتهى القوة؛ لأنه محميٌّ من الطرفين بالرماة والرماح، فلا يمكن أن يقترب منه الخيل المسلم إلا وأصيب! ويعلم خالد جيدًا أن الروم يعلمون تفوق الخيل العربي على خيل الروم، مهما كانت قوة هذا الخيل الرومي، وكان ذلك تجهيزًا ذكيًّا من الروم، كما أنه لاحظ أن الميمنة والميسرة كلها مشاة، لا خيول فيهم، وهذه هي نقاط ضعف الجيش الرومي، كما لاحظ أيضًا أن عرض الجيش ضخم جدًّا، لدرجة أنه لو هجم على المسلمين، وهو بهذه الضخامة، فمن الممكن أن يلتف حول المسلمين (مع فارق العدد الهائل)، كما وجد أن ظهر الجيش الرومي مفتوح، أي أنه لو هُزِم فسيكون الفرار يسيرًا لهم، ففكر على الفور في التغلب على هذه الخطة، فبدأ بالاقتراب من الروم، وكأنه سيقاتلهم، فتجرأ عليه الروم وهاجموه، كل ذلك والجيش الإسلامي كله لا يزال في مكانه مستقرًّا، فتتجرأ القوات الرومية، وتبدأ بحرب القوة التي مع (خالد) ويُظهِر خالد الفرار، وكأنه خشي من القوات الرومية، فيتجرأ الجيش الرومي في ملاحقته (صورة توضح خطوط الكر والفر التي يقوم بها خالد)، حتى جعل الجيش الرومي يصل إلى المنطقة التي يكون من خلفه فيها المستنقعات، وبذلك تغلب على عامل الهرب، وحاصرهم من الخلف، مما يؤثر عليهم، كما أن هذا المكان ضيق، ولا يتسع لهذه الجيوش العريضة أن تقف أمام جيش المسلمين، فما كان منهم إلا أن صفوا صفوفهم أكثر، فقل عرض الجيش (لو افترضنا أن الجيش 100 ألف، ووقف كل ألف متجاورين، فإنهم يكونون 100 صف، أما إذا وقف في كل صف مائة، فإنهم يكونون ألف صف!!) وخالد يضمن كفاءة الصف المسلم، بتقليل أفراد الصف الرومي المقابل له، فيريد أن يقاتل كل رجل رجلاً من كل صف، ولا يتجمع في قتال كل مسلم أكثر من رومي، وبذلك لم يتبق أمامه إلا مشكلة قلب الجيش الرومي الذي يحيطه الرماة ويحمونه، فوضع الخطة مباشرة أن قسم المقدمة (الفرسان) إلى ثلاثة أقسام، كل قسم 500، ويجعل على الميمنة «قيس بن هبيرة»، ويجعل نفسه على الميسرة، ويضع «ميسرة بن مسروق» في قلب المقدمة، ثم يشير إلى «قيس» وينطلق بالميسرة معه، إلى أجناد الجيش الرومي الميمنة والميسرة (المشاة) فيبدأ في حربهم، وكان القتال عنيفًا أباد فيه المسلمون كثيرًا من الروم؛ لأن الروم مشاة، وقد اقتحم عليهم الفرسان المسلمون بخيولهم، وحقق المسلمون نصرًا سريعًا في البداية، وعلم خالد أن جيش الروم عندما يجد ما يحدث في الميمنة والميسرة من هزيمة كبيرة، ستتجه خيولهم مباشرة لنجدة الميمنة والميسرة، وهذا ما فعلته الجيوش الرومية، وبذلك فقدت قوتها فانكشف قلب جيش الروم، ثم قال خالد بن الوليد: الله أكبر! أخرجهم الله لكم من رَجَّالَتِهم (وهكذا ينسب الفضل كله إلى الله)، ثم يقول: شُدُّوا عليهم. فانقض «ميسرة» ناحية قلب الجيش الرومي المكشوف، وبدأ يحاربهم، وأتت الجيوش الرومية إلى خالد وقيس، وهما لم يعودا يخشيان هذه الخيول، بعد أن تركتهم تلك الحماية.
كل ذلك يحدث، ولا يزال الجيش الإسلامي في مكانه ثابتًا، وخالد بن الوليد يجبر عدوه على التحرك، واتخاذ قرارات، ومواقف معينة، كما يريد هو؛ نتيجة لذلك يشتد القتال على أجناب جيش الروم من قبل قيس وخالد، ويتقدم «ميسرة» تجاه المقدمة، وبدأ الجيش الإسلامي الموجود في هذه المنطقة يدرك خطة خالد بن الوليد ، الذي كان قد بدأ في تنفيذها فورًا، فلم يسعفه الوقت حتى يستأذن، أو يخبر أبا عبيدة ، بل كانت كل حركته في سرعة، ثم انطلقت جيوش المسلمين: «معاذ بن جبل» على الميمنة في ميسرة الروم وخلف خيولهم، وسعيد بن زيد يساعد «ميسرة» في القلب، وهاشم بن عتبة على الميسرة يهاجم ميمنة الروم، وخلف جنود الروم أيضًا، وهكذا حُصِرت ميمنة جنود الروم بين هاشم وخالد، وحصرت الخيول في الميسرة بين معاذ وقيس، وأبو عبيدة يحمي بفريقه مؤخرة المسلمين، واشتد القتال، واستعرت الحرب، حتى نزل عليهم الليل، ووقع الكثير من القتلى في صفوف الروم، حتى إن الرواة يذكرون أن جيش الروم كله قد أصيب (80 ألفاً)، ولم يفلت منهم إلا الشريد، أي أن الروم لما أدركتهم الهزيمة، بدءوا يتراجعون ففوجئوا بسقوطهم في المستنقعات، فتمكَّن المسلمون من اللحاق بهم، ووقع الكثير منهم في القتل.
وكل هذا يدلنا على مدى قوة المسلمين، وصبرهم في ميدان الجهاد، فبحسابات الدنيا نجد أن جيش المسلمين (25 ألفًا) أمام جيش الروم (80 ألفًا)، أي أن المعركة غير متكافئة إطلاقًا، وعلى كل مسلم أن يقتل 3 من الروم، ولكنهم أخذوا بأسباب النصر، فكان توفيق الله حليفهم.